# Gravure au plasma
La gravure au plasma est une technique de gravure sèche utilisée en microfabrication (microélectronique). 

## Description
La gravure au plasma consiste à faire subir à un échantillon (wafer) un bombardement de gaz ionisé (plasma) afin d'en retirer une ou plusieurs couches de matériaux. Cette méthode de gravure est purement physique (par opposition aux gravures chimiques), au sens où il n'y a pas de réaction chimique entre l'échantillon et le plasma, mais que ce dernier agit uniquement par effet mécanique.